# Babócsa vasútállomás
Babócsa vasútállomás egy Somogy vármegyei vasútállomás, Babócsa település déli végén, a MÁV üzemeltetésében. Közúti elérését a 6801-es és 6807-es utak kereszteződésében dél felé kiágazó 68 309-es út teszi lehetővé.

## Vasútvonalak
Az állomást az alábbi vasútvonalak érintik:
- Murakeresztúr–Szentlőrinc-vasútvonal

## Kapcsolódó állomások
A vasútállomáshoz az alábbi állomások vannak a legközelebb:
- Vízvár vasútállomás (Murakeresztúr–Szentlőrinc-vasútvonal)
- Péterhida-Komlósd megállóhely (Murakeresztúr–Szentlőrinc-vasútvonal)

## Forgalom
| Járat               | Útvonal | Gyakoriság   |
| ------------------- | --- | ------------ |
| személyvonat        | (Sopron – Sopronkövesd – Lövő – Bük – Salköveskút-Vassurány –) Szombathely – Püspökmolnári – Vasvár – Zalaszentiván (– Alsónemesapáti – Nagykapornak) – Búcsúszentlászló – Zalaszentmihály-Pacsa (– Pötréte) – Gelse – Nagykanizsa – Murakeresztúr (– Őrtilos) – Gyékényes – Berzence – Somogyudvarhely – Bélavár – Vízvár – Babócsa – Péterhida-Komlósd – Barcs – Darány – Szigetvár – Szentlőrinc – Pécs | Napi 3-5 pár |
| személyvonat        | Nagykanizsa – Murakeresztúr – Őrtilos – Zákány – Gyékényes – Berzence – Somogyudvarhely – Bélavár – Vízvár – Babócsa – Péterhida-Komlósd – Barcs – Barcs felső – Középrigóc – Darány – Kisdobsza – Nemeske – Molvány – Szigetvár – Nagypeterd – Szentdénes – Szentlőrinc – Bicsérd – Mecsekalja-Cserkút – Pécs                                                                                             | Napi 1-2 pár |
| Pannónia InterRégió | Szombathely (– Gyöngyöshermán – Sorkifalud – Szentléránt) – Püspökmolnári – Vasvár (– Pácsony – Győrvár – Egervár-Vasboldogasszony – Zalaszentlőrinc) – Zalaszentiván (– Búcsúszentlászló – Zalaszentmihály-Pacsa – Pötréte – Gelse) – Nagykanizsa – Murakeresztúr (– Őrtilos) – Gyékényes – Berzence (– Somogyudvarhely – Bélavár – Vízvár) – Babócsa – Barcs – Darány – Szigetvár – Szentlőrinc – Pécs   | 2 óránként   |